# Iglavci
Iglavci ali storžnjaki (znanstveno ime Pinophyta) so po vsem svetu razširjene iglaste golosemenke. 
To so bogato razvejana, pogosto smolnata drevesa, redkeje tudi grmi z večinoma olesenelim steblom (deblom) in številnimi majhnimi, iglastimi ali luskastimi listi, ki so prilagojeni na pomanjkanje vode.
Enospolni cvetovi so v različno oblikovanih storžih, ženski storži so večinoma oleseneli.

## Evolucija
Prvi iglavci so v fosilnem zapisu, najdemo jih v poznem karbonskem obdobju (pred okoli 300 milijoni let) in so verjetno potomci rodu Cordaites. Rastline so se prilagodile na manjše količine vode, moške spermalne celice razširjajo neodvisno od vode s pomočjo peloda. Spadajo med semenke, ker se embrio začne razvijati v semenu. Iglavci se ena izmed taksonomskih skupin, ki so preživele permsko-triasno izumrtje.

## Morfologija
Vsi živi iglavci so lesnate rastline, najpogostejša so drevesa, ki imajo ravno deblo in stranske veje. Veliko iglavcev izloča izrazito dišečo smolo za zaščito pred žuželkami, okužbami in glivičnimi okužbami ran (Fosilne smole otrdijo v oranžno barvo in se imenujejo jantar). Velikost zrelih iglavcev se giblje od manj kot en meter pa do več kot 100 metrov. Iglavci lahko dosežejo velike velikosti in precejšnji premer debla. Najvišji je v Coast Redwood (Sequoia sempervirens), z višino 115,55 metrov. Največji je mamutovec (Sequoiadendron giganteum), s prostornino 1486,9 kubičnega metra, najdebelejši ali drevo z največjim premerom debla je montezumova cipresa ([[Taxodium mucronatum]) z 11,42 metra v premeru. Najstarejši pa je dolgoživi bor (Pinus longaeva), ki šteje 4700 let.